# 이치세 나나
이치세 나나(일본어: 市瀬 菜々, 1997년 8월 4일 ~ )는 일본의 여자 축구 선수이다.

## 국가대표팀 경력
2014년 FIFA U-17 여자 월드컵에 출전, 우승에 기여했다. 2016년 FIFA U-20 여자 월드컵에도 출전, 3위.
그녀는 2017년 4월 9일 코스타리카과의 경기에서 일본 국가대표팀에 데뷔했다. 2018년 AFC 여자 아시안컵 우승. 2019년 FIFA 여자 월드컵에도 출전했다. 그녀는 2019년까지 국제 A매치 통산 19경기에 출전했다.

## 통계
| 일본 | 일본 | 일본 |
| 연도 | 출전 | 득점 |
| ---- | ---- | ---- |
| 2017 | 6    | 0    |
| 2018 | 9    | 0    |
| 2019 | 4    | 0    |
| 통산 | 19   | 0    |